# Spencer Tunick
Spencer Tunick (Middletown, Comtat d'Aurenja, Nova York, 1 de gener de 1967) és un fotògraf estatunidenc. Va obtenir una titulació en Ciències per l'Emerson College en 1988.

## Característiques del seu art
És molt conegut per les seves fotografies de grans masses de persones nues disposades en artístiques formacions sovint situades en localitzacions urbanes i conegudes com a Instal·lacions. Sorgeixen d'aquestes imatges una sèrie de tensions entre els conceptes del públic i el privat, el tolerat i el prohibit o l'individual i el col·lectiu.

## Expansió de la seua obra
Tunick començà l'any 1992 fotografiant persones nues pels carrers de Nova York. Les seves fotos ràpidament es van fer populars i va decidir ampliar el seu treball per altres estats d'Amèrica del Nord, en el seu projecte denominat Naked States (Estats nus). Més tard va fer una gira internacional, a la qual va denominar Nude Adrift (Nu a la deriva) prenent fotografies per ciutats com Bruges, Londres, Lió, Melbourne, Montreal, Caracas, Santiago (5.000 assistents), São Paulo, Newcastle o Viena.
Fou arrestat en 1994 amb una model femenina quan ella posava nua en el Rockefeller Center de Manhattan (Nova York). Al juny del 2003 va arribar a fotografiar a 7000 persones nues en Barcelona. Al maig de 2007, en la Ciutat de Mèxic va trencar el seu propi rècord assolint ajuntar en la Plaza de la Constitución (Zócalo) d'aquesta ciutat a prop de 20.000 participants que es van despullar sense prejudicis. Els seus models són voluntaris que únicament reben una foto signada per la seua col·laboració.

## Polèmica

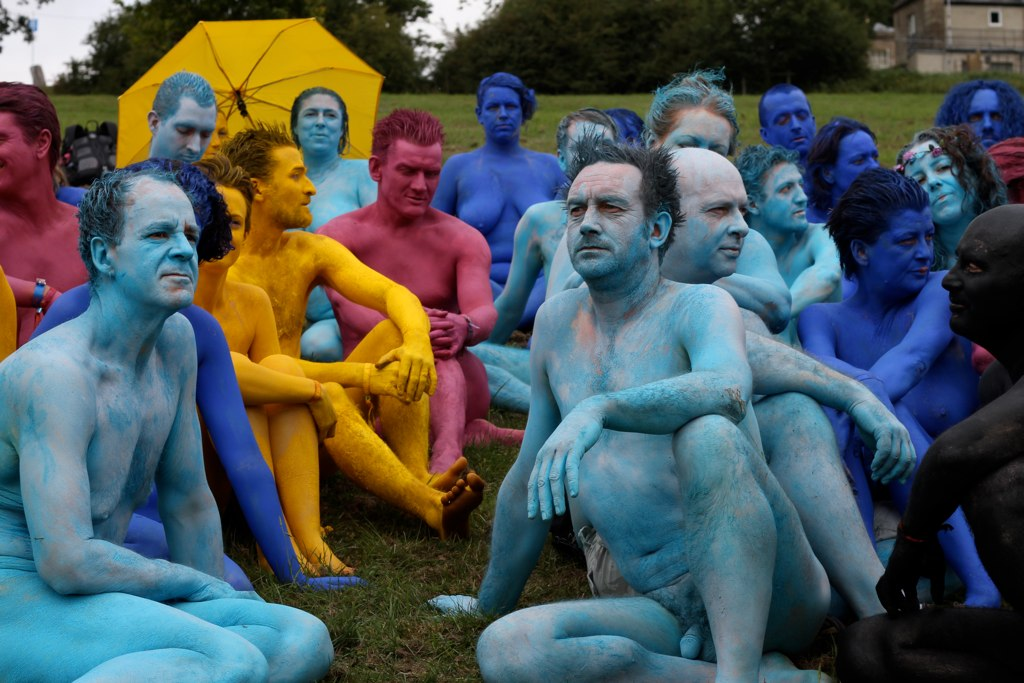
Una de les instal·lacions de Tunick.

En molts dels llocs on Tunick ha realitzat el seu projecte artístic ha sorgit un debat sobre si aquestes instal·lacions són realment un art o no. Diversos grups qualifiquen aquests actes com meres manifestacions socials, en suport a la llibertat d'expressió. A Xile, per exemple, el debat entorn del treball del fotògraf va durar quasi 4 mesos.